# Lydia Knott
Lydia Knott (Tyner, 1º ottobre 1866 – Woodland Hills, 30 marzo 1955) è stata un'attrice statunitense del periodo del muto.
Madre del regista Lambert Hillyer, nella sua carriera - che durò dal 1914 al 1937 - prese parte a circa una novantina di film in ruoli di caratterista.

## Filmografia
- As Ye Sow, regia di Frank Hall Crane (1914)
- Courtmartialed, regia di Stuart Paton (1915)
- The Little White Violet, regia di Lucius Henderson - cortometraggio (1915)
- Paying the Price, regia di Frank Hall Crane (1916)
- The Common Law, regia di Albert Capellani (1916)
- Crime and Punishment, regia di Lawrence B. McGill (1917)
- The Dark Road, regia di Charles Miller (1917)
- The Clodhopper, regia di Victor L. Schertzinger (1917)
- Sudden Jim, regia di Victor L. Schertzinger (1917)
- His Mother's Boy, regia di Victor Schertzinger (1917)
- The Hired Man, regia di Victor Schertzinger (1918)
- The Keys of the Righteous, regia di Jerome Storm (1918)
- Free and Equal , regia di Roy William Neill (1918)
- In Judgment of..., regia di George D. Baker, Will S. Davis (1918)
- The Marriage Ring, regia di Fred Niblo (1918)
- Danger, Go Slow , regia di Robert Z. Leonard (1918)
- The Love Hunger, regia di William P.S. Earle (1919)
- The Hushed Hour, regia di Edmund Mortimer (1919)
- A Bachelor's Wife, regia di Emmett J. Flynn (1919)
- The Little Diplomat , regia di Stuart Paton (1919)
- The Heart of Youth, regia di Robert G. Vignola (1919)
- Home, regia di Lois Weber (1919)
- In Wrong, regia di James Kirkwood (1919)
- What Every Woman Learns, regia di Fred Niblo (1919)
- Luck in Pawn, regia di Walter Edwards (1919)
- The Pointing Finger, regia di Edward A. Kull e Edward Morrissey (1919)
- Should a Woman Tell?
- An Adventuress, regia di Fred J. Balshofer (1920)
- The Dwelling Place of Light , regia di Jack Conway (1920)
- Homespun Folks, regia di John Griffith Wray (1920)
- Blackmail, regia di Dallas M. Fitzgerald (1920)
- Peaceful Valley, regia di Jerome Storm (1920)
- The Parish Priest, regia di Joseph Franz (1920)
- The Lure of Youth, regia di Philip E. Rosen (1921)
- The Breaking Point, regia di Paul Scardon (1921)
- Scrap Iron, regia di Charles Ray (1921)
- A Certain Rich Man , regia di Howard C. Hickman (come Howard Hickman) (1921)
- Beating the Game, regia di Victor Schertzinger (1921)
- The Infamous Miss Revell , regia di Dallas M. Fitzgerald (1921)
- Playing with Fire, regia di Dallas M. Fitzgerald (1921)
- The Unfoldment, regia di George Kern, Murdock MacQuarrie (1922)
- Across the Deadline, regia di Jack Conway (1922)
- Gente onesta (Turn to the Right), regia di Rex Ingram (1922)
- The Dangerous Little Demon, regia di Clarence G. Badger (1922)
- Afraid to Fight, regia di William Worthington (1922)
- Buio all'alba (Dusk to Dawn), regia di King Vidor (1922)
- The Broadway Madonna, regia di Harry J. Revier (1922)
- The Super Sex, regia di Lambert Hillyer (1922)
- The Flirt, regia di Hobart Henley (1922)
- Garrison's Finish, regia di Arthur Rosson (1923)
- Dollar Devils, regia di Victor Schertzinger (1923)
- Una donna di Parigi (A Woman of Paris: A Drama of Fate), regia di Charles Chaplin (1923)
- Il conte di S. Elmo (St. Elmo), regia di Jerome Storm (1923)
- Held to Answer, regia di Harold M. Shaw (come Harold Shaw) (1923)
- The Man Life Passed By, regia di Victor Schertzinger (1923)
- L'agguato (Those Who Dance), regia di Lambert Hillyer (1924)
- The Whipping Boss, regia di J.P. McGowan (1924)
- The Perfect Flapper, regia di John Francis Dillon (1924)
- Racing for Life, regia di Henry MacRae (1924)
- Chalk Marks , regia di John G. Adolfi (1924)
- Barbara Frietchie, regia di Lambert Hillyer (1924)
- Dynamite Smith, regia di Ralph Ince (1924)
- Gerald Cranston's Lady, regia di Emmett J. Flynn (1924)
- Women First, regia di Reeves Eason (1924)
- The Fearless Lover, regia di Scott R. Dunlap, Henry MacRae (1925)
- High and Handsome, regia di Harry Garson (1925)
- The Primrose Path, regia di Harry O. Hoyt (1925)
- Rose of the World, regia di Harry Beaumont (1925)
- La più grande fiamma (East Lynne), regia di Emmett J. Flynn (1925)
- Kentucky Handicap, regia di Harry Joe Brown (1926)
- Going Crooked , regia di George Melford (1926)
- Life of an Actress, regia di Jack Nelson (1927)
- Il re dei re (The King of Kings), regia di Cecil B. DeMille (1927)
- Pretty Clothes, regia di Phil Rosen (1927)
- The House of Scandal, regia di King Baggot (1928)
- Le nostre sorelle di danza  (Our Dancing Daughters), regia di Harry Beaumont (1930)
- Overland Bound , regia di Leo D. Maloney (come Leo Maloney) (1930)
- Liberazione (Guilty?), regia di George B. Seitz (1930)
- Men Without Law, regia di Louis King e, non accreditato, Arthur Rosson (1930)
- Orda conquistatrice (The Conquering Horde), regia di Edward Sloman (1931)
- The Final Edition, regia di Howard Higgin (1932)
- Get That Girl, regia di George Crone (1932)
- Se avessi un milione (If I Had a Million), aa.vv. (1932)
- Alias the Professor, regia di James W. Horne - cortometraggio (1933)
- The Defense Rests, regia di Lambert Hillyer (1934)
- Rocky Rhodes, regia di Alfred Raboch (come Al Raboch) (1934)
- Among the Missing, regia di Albert S. Rogell (1934)
- I'll Fix It, regia di Roy William Neill (1934)
- Eight Bells, regia di Roy William Neill (1935)
- Dopo il ballo (After the Dance), regia di Leo Bulgakov (1935)
- The President's Mystery, regia di Phil Rosen (1936)
- A Man Betrayed, regia di John H. Auer (1936)
- Fair Warning, regia di Norman Foster (1937)
- Git Along Little Dogies, regia di Joseph Kane (1937)